# Quire
Quire es un software de gestión de proyectos y software colaborativo (SaaS) basado en la nube, desarrollado por Potix Corporation, una empresa de software que desarrolla ZK - un código abierto Java web framework. Conocido por su interfaz limpia y minimalista y su estructura de tareas anidadas, Quire ofrece funciones como Kanban tablones, Timeline, calendarios, sublistas y documentos colaborativos para facilitar el seguimiento de tareas y proyectos en equipos de todos los tamaños. En 2025, Quire contaba con más de 500.000 usuarios en todo el mundo.

## Historia
Quire se lanzó oficialmente el 5 de agosto de 2014. El desarrollo de Quire fue impulsado por las limitaciones que el equipo experimentó con las herramientas tradicionales de listas de tareas, como se indica en un post de Medium de los primeros días de la empresa.
La versión iOS de la aplicación Quire se lanzó el 14 de junio de 2016, seguida de la aplicación Android el 26 de enero de 2018, ampliando su alcance a los usuarios móviles. En enero de 2021, Quire introdujo una línea de tiempo renovada y la función Board 2 para flujos de trabajo de estilo Gantt y Kanban. A esto le siguió una vista de Calendario el 15 de agosto de 2022, y una función de Documento colaborativo lanzada el 11 de febrero de 2025, posicionando aún más a Quire como un espacio de trabajo multifuncional.

## Tecnología
La arquitectura de Quire adoptó tempranamente Dart, un lenguaje de programación desarrollado por Google. El equipo de Quire comenzó a crear aplicaciones web con Dart ya en 2012, cuando Dart aún estaba en fase beta. Las aplicaciones móviles se construyeron utilizando Flutter, el kit de herramientas de interfaz de usuario de Google, y se publicaron en enero de 2018, casi un año antes del lanzamiento oficial de Flutter 1.0 en diciembre de 2018.
El equipo sigue participando activamente en las comunidades de Dart y Flutter, contribuyendo a proyectos de código abierto como Rikulo, un framework web y móvil basado en Dart alojado en Github.

## Características
Quire ofrece diversas funciones para la gestión de proyectos y la colaboración en equipo:
- Tareas anidadas y árboles de tareas ilimitados

- Vista de tablero para flujos de trabajo Kanban

- Cronograma (diagrama de Gantt) para programación y dependencias

- Vista de calendario para planificación de tareas en función del tiempo

- Documentos colaborativos integrados en flujos de trabajo de proyectos

Estas funciones están diseñadas para ayudar a todo el mundo, desde particulares hasta nuevas y grandes empresas, y permiten gestionar desde listas de tareas básicas hasta complejos flujos de trabajo de planificación de proyectos.

## Recepción
Quire ha aparecido en publicaciones como HuffPost, Forbes, y Emprendimiento, que la incluyó entre las mejores herramientas de gestión de proyectos para empresas en crecimiento. 
Quire ha recibido varios galardones en el sector del software: 
- Capterra preselecciona el software de gestión de proyectos para 2025[12]

- Elección del editor de Google Workspace[13]

- GetApp Líderes de categoría 2025 en herramientas de gestión de proyectos[14]

- Asesoramiento informático FrontRunner 2025 en Gestión de tareas[15]

## Ver también
- Software de gestión de proyectos

- Gestión de proyectos